# Jaime Moreno
Jaime Moreno Morales (* 19. ledna 1974) je bývalý bolivijský fotbalový útočník. Většinu svojí kariéry odehrál v Major League Soccer v dresu D.C. United, kde hrál necelých 14 let a odehrál zde více než 300 utkání. V srpnu 2007 překonal svým 109. gólem rekord Jasona Kreise a až do 27. srpna 2011 byl rekordmanem ligy (toho dne ho překonal Jeff Cunningham).

## Klubová kariéra
Moreno začal hrál v bolivijské Tahuici Academy, jeho prvním profesionálním týmem byl Club Blooming. V roce 1994 přestoupil do kolumbijského Independiente Santa Fe, kde odehrál pouhých 5 ligových utkání. V témže roce totiž přestoupil do anglického Middlesbrough, kde odehrál dvě sezony, do hry se ale dostával pouze z lavičky náhradníků. V létě 1996 odešel do Major League Soccer, kde podepsal smlouvu a byl přidělen do D.C. United, kterému pomohl k vítězství MLS Cupu. V sezoně 1997 byl jedním z nejlepších hráčů ligy, vedl střelecké statistiky (16 gólů), byl vybrán do nejlepší XI soutěže a pomohl D.C. k druhému titulu. Ve skvělé formě pokračoval i nadále, v roce 2001 ho ale začala sužovat zranění. Vynechal většinu sezony 2002 a konflikt s trenérem Rayem Hudsonem vyústil v jeho výměnu do MetroStars, kde ale příliš nehrál a před koncem sezony 2004 se vrátil do D.C., kde se vrátil do své dřívější formy. V srpnu 2007 vstřelil svůj 109. gól v MLS a překonal dosavadní rekord Jasona Kreise. V srpnu 2010 oznámil, že po sezoně ukončí hráčskou kariéru. Poslední zápas odehrál 23. října 2010 proti Torontu, v zápase proměnil pokutový kop.
V březnu 2011 byl najat jako člen realizačního týmu D.C. United do 23 let. V srpnu 2011 byl jeho střelecký rekord (133 gólů) překonán Jeffem Cunninghamem.

## Reprezentační kariéra
Za reprezentaci hrál od roku 1991, hrál na MS 1994 a na Copa América 1997, kde i jednou skóroval a s Bolívií vyhrál senzační stříbrné medaile. Pravidelně hrával za reprezentaci do roku 2001, poté byl povolán až v roce 2007 pro přátelské utkání s Irskem. V říjnu 2008 oznámil konec reprezentační kariéry. Za Bolívii odehrál 75 utkání a vstřelil 9 gólů.

### Góly za reprezentaci
| Gól | Datum        | Soutěž              | Zápas               | Skóre (minuta) | Výsledek |
| --- | ------------ | ------------------- | ------------------- | -------------- | -------- |
| 1   | 27. 5. 1993  | Copa Paz del Chaco  | Bolívie – Paraguay  | –              | 2:0      |
| 2   | 2. 2. 1994   | Joe Robbie Cup      | USA – Bolívie       | –              | 1:1      |
| 3   | 12. 6. 1996  | US Cup              | USA – Bolívie       | –              | 0:2      |
| 4   | 10. 11. 1996 | Kvalifikace MS 1998 | Bolívie – Kolumbie  | 2:10(44.)      | 2:2      |
| 5   | 12. 1. 1997  | Kvalifikace MS 1998 | Bolívie – Ekvádor   | 1:00(7.)       | 2:0      |
| 6   | 25. 6. 1997  | Copa América 1997   | Bolívie – Mexiko    | 3:10(79.)      | 3:1      |
| 7   | 28. 6. 2000  | Kvalifikace MS 2002 | Venezuela – Bolívie | 2:10(49.)      | 4:2      |
| 8   | 26. 6. 2007  | Copa América 2007   | Bolívie – Venezuela | 1:10(38.)      | 2:2      |
| 9   | 3. 7. 2007   | Copa América 2007   | Bolívie – Peru      | 1:00(24.)      | 2:2      |